# Kašovice (Strančice)
Kašovice je vesnice v okrese Praha-východ, je součástí obce Strančice. Nachází se 3 km na západ od Strančic. Nedaleko vesnice pramení Kašovický potok, přítok Pitkovického potoka. Je zde evidováno 26 adres.

## Další fotografie

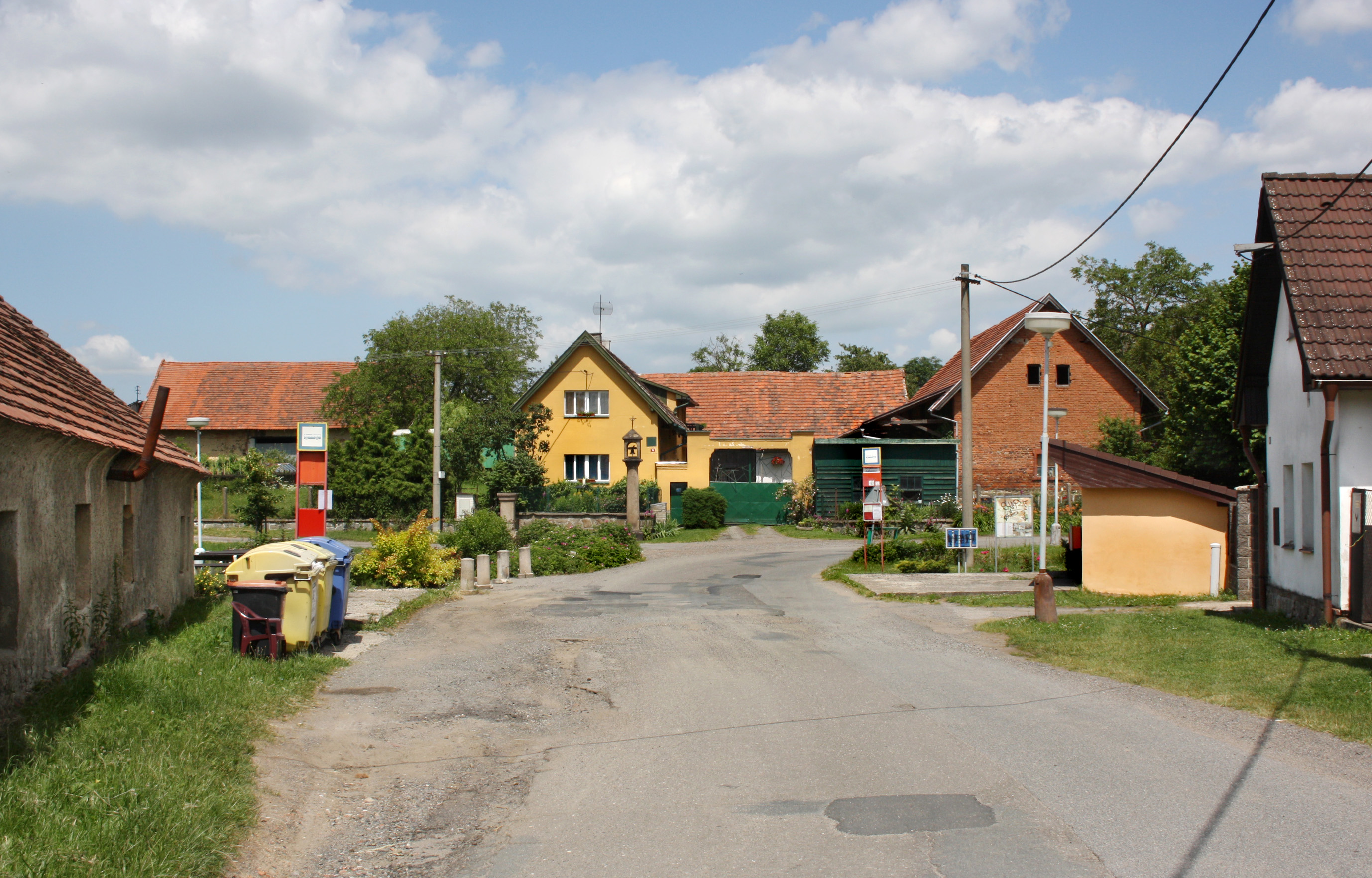
Náves
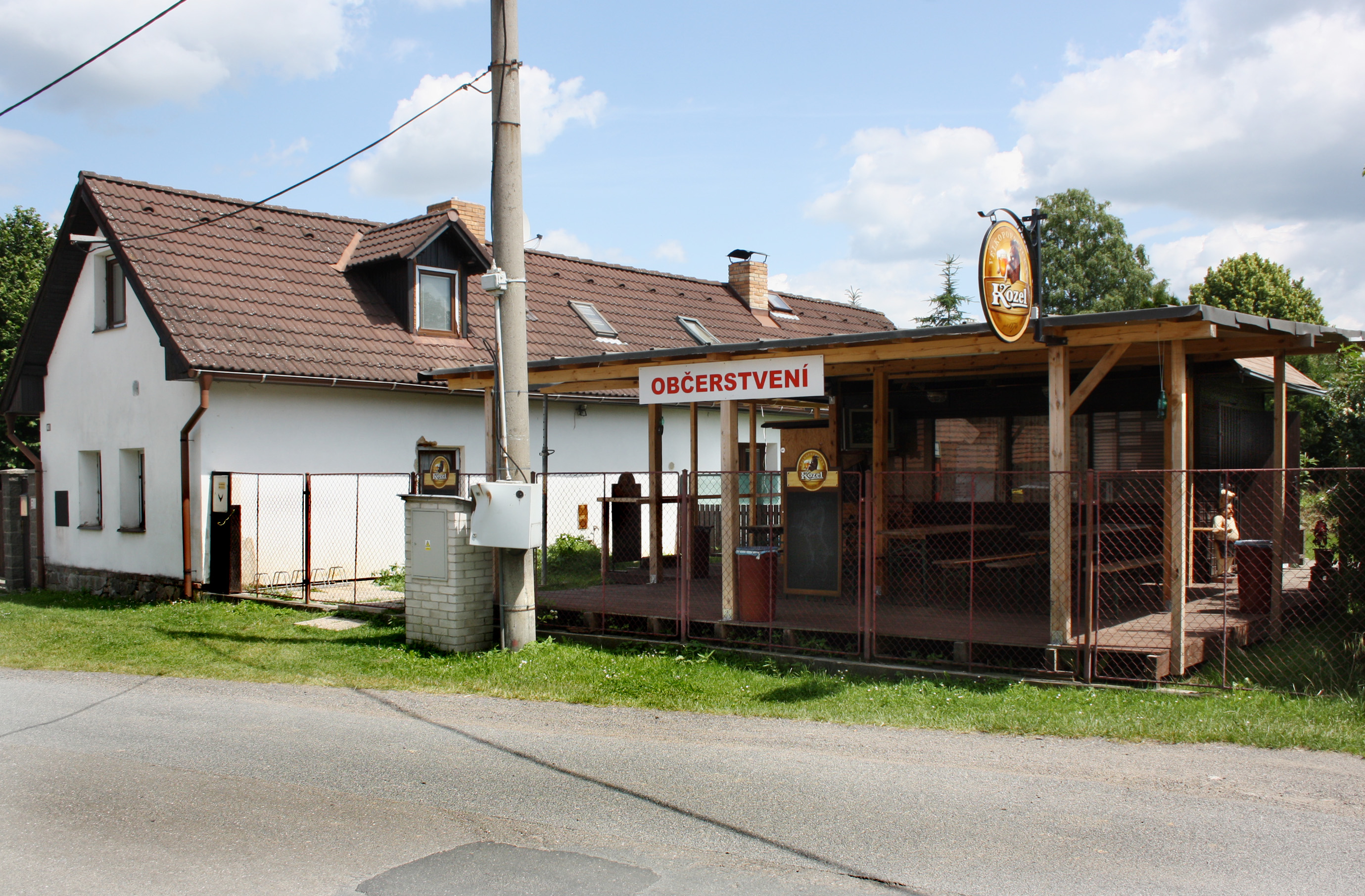
Hospůdka
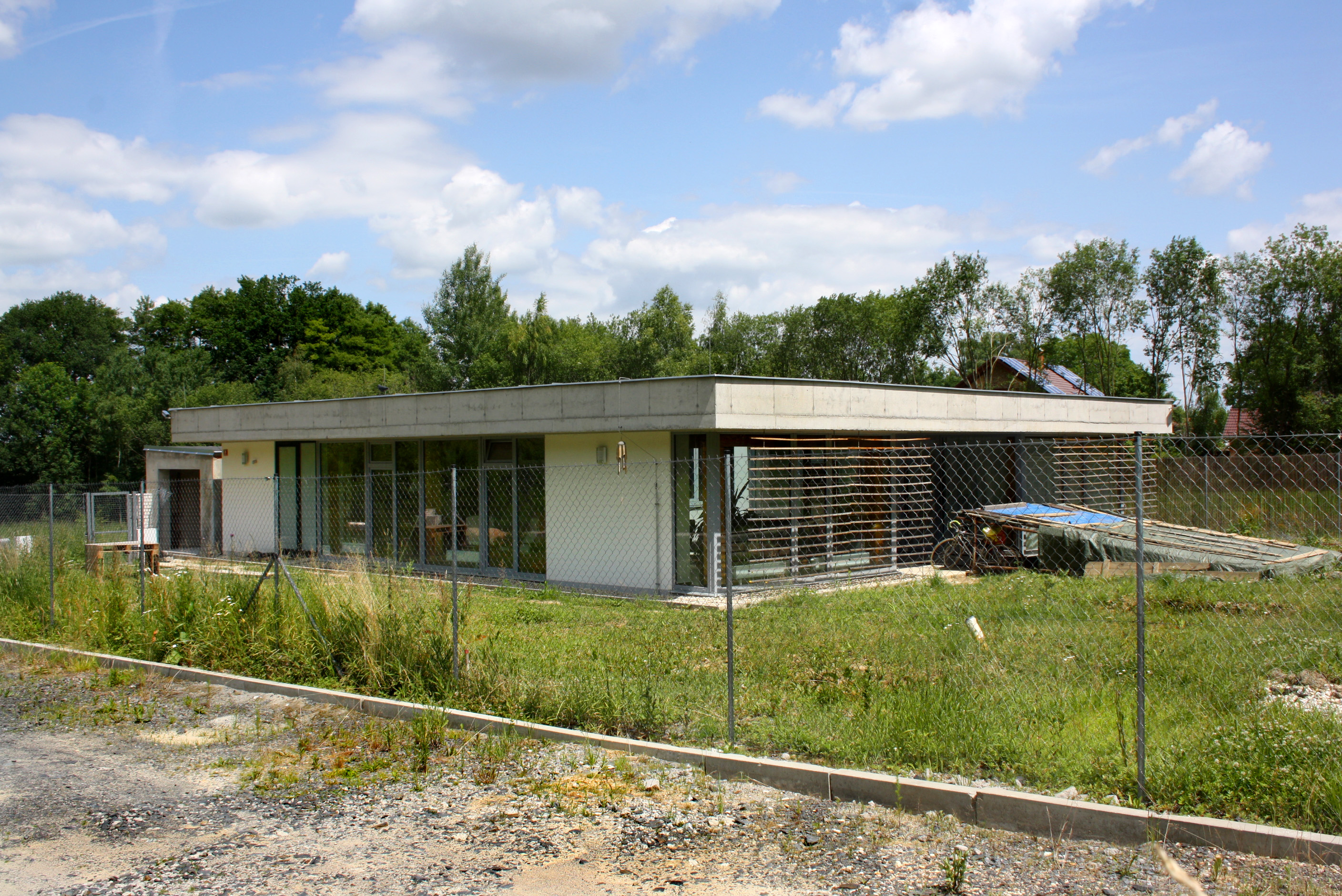
Nový dům na západě
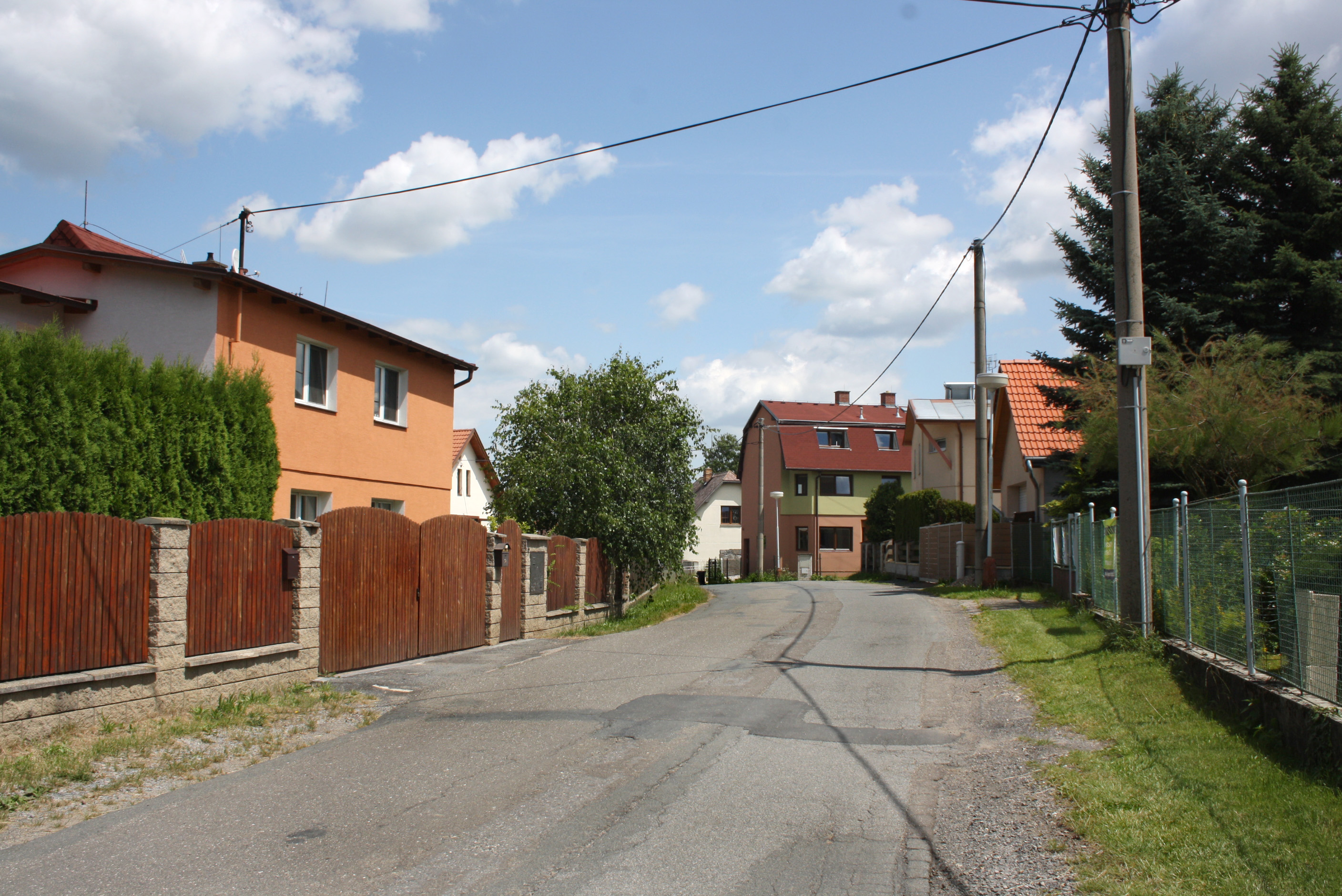
Hlavní silnice